# 단계 하위지선생 유허비
단계 하위지선생 유허비(丹溪河緯地先生遺墟碑)는 대한민국 경상북도 구미시 선산읍에 있는 조선 시대의 유허비이다. 1988년 9월 23일 경상북도의 유형문화재 제236호로 지정되었다.

## 개요
조선의 문신인 하위지(1387∼1456)의 고향에 위치한 비로, 단종의 복위를 꾀하다 참형을 당했다. 이후 영조 때에는 이조판서로 증직되어 ‘충렬(忠烈)’이라는 시호가 내려졌다.
비의 앞면에는 ‘유명조선단계하위지선생유허비(有明朝鮮丹溪河緯地先生遺墟碑)’이라는 비의 이름을 새겨 놓았다.

## 같이 보기
- 하위지

## 참고 자료
- 단계 하위지선생 유허비 - 국가유산청 국가유산포털